# Piovano Arlotto
Piovano Arlotto (írói név, eredeti neve: Arlotto Mainardi vagy Mainardo) (San Cresci a Maciuoli, 1396 – San Cresci a Maciuoli, 1483 vagy 1484) olasz elbeszélő
Firenzei hajókon volt pap, így sikerült bejárnia Flandriát, Franciaországot, Angliát. Az általa elmesélt (nem leírt) elbeszélések Facezie del Piovano Arlotto című gyűjteményét egy ismeretlen, baráti feljegyző hagyta az utókorra. A gyűjtemény a korai reneszánsz eleven realizmusú terméke: a plébánossal megesett dolgokat az ismeretlen jóbarát derűsen-tanulságosan jegyezte fel. A teljes európai anekdotakincsre hatást gyakorló gyűjtemény első, valamilyen szinten hiteles nyomtatott kiadása 1884-ben jelent meg.